# آلبرت پاپویان
آلبرت پاولی پاپویان (ارمنی: Ալբերտ Պավելի Պապոյան؛ زادهٔ ۲ سپتامبر ۱۹۴۲ - درگذشته ۲۰۰۱) یک کارشناس آموزشی و سیاستمدار اهل ارمنستان بود که از تاریخ ۱۹۹۵ تا تاریخ ۱۹۹۹ سمت نمایندگی دوره اول مجلس ملی جمهوری ارمنستان را برعهده داشت.

## زندگی‌نامه
در ۲ سپتامبر ۱۹۴۲ در روستای اودزون به دنیا آمد و از دانشگاه دولتی علوم پرورشی خاچاطور آبوویان ارمنستان فارغ‌التحصیل شد.  وی در ۲۰۰۱ در سن ۵۹ سالگی درگذشت.

## نگارخانه

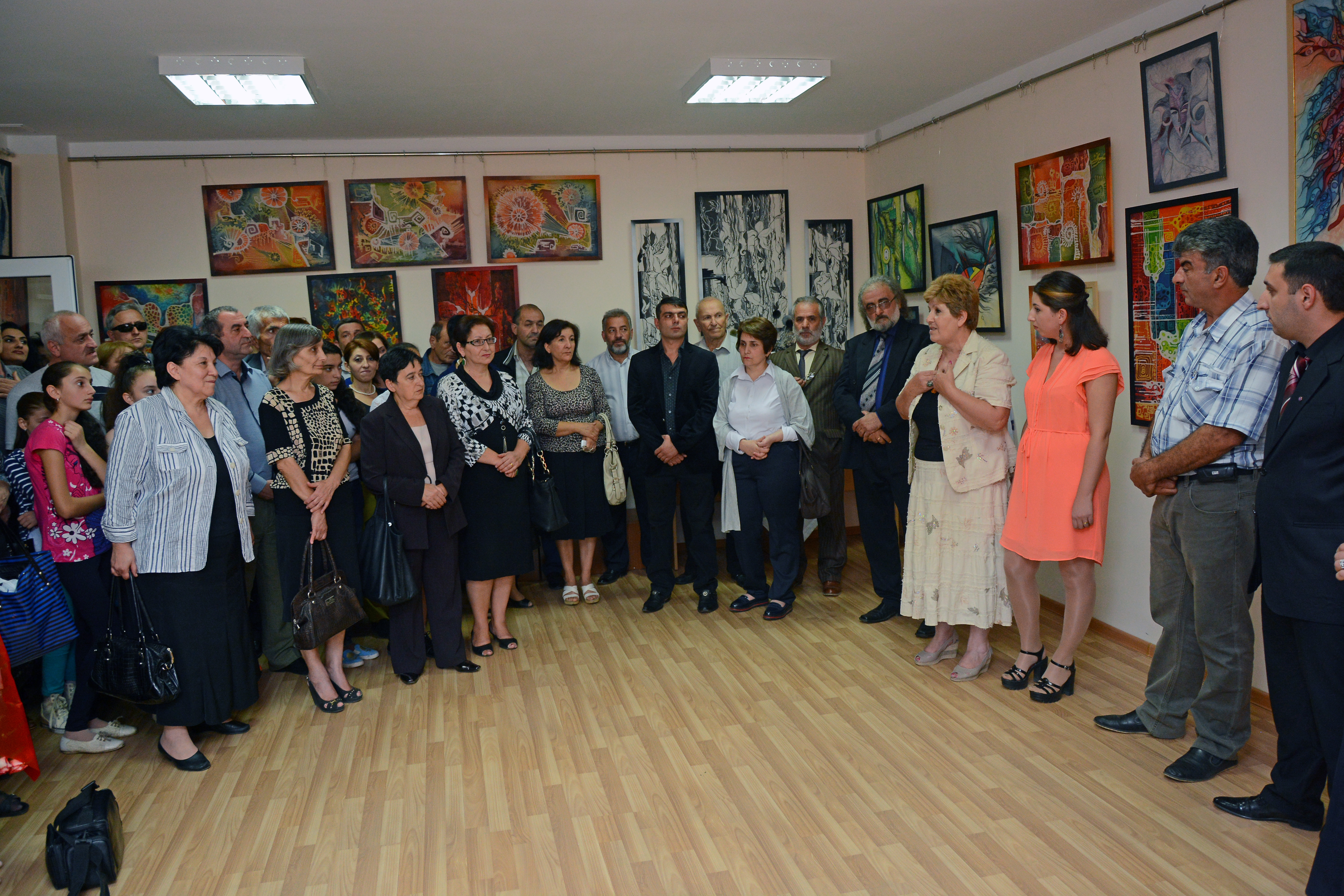
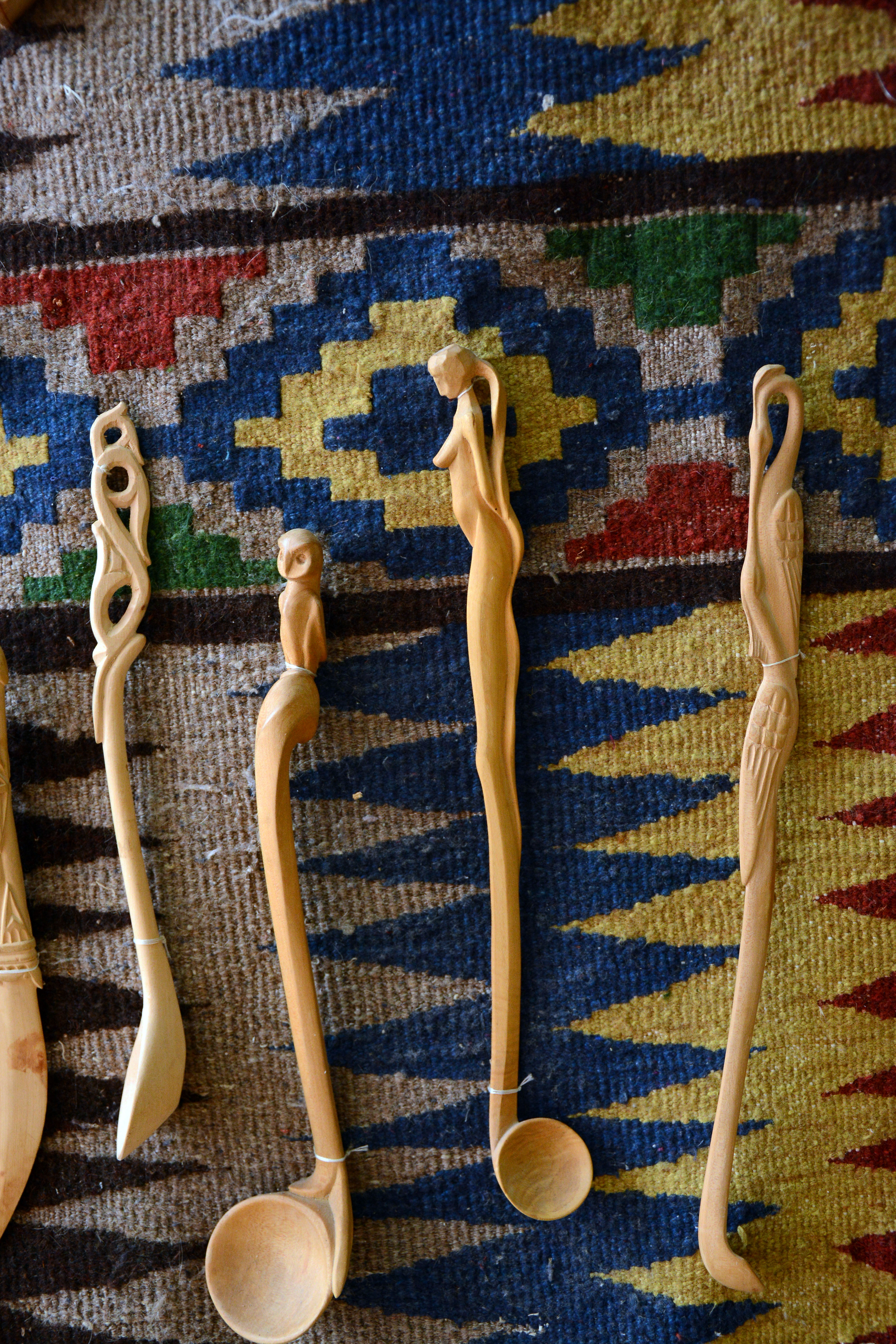